# Lincolnshire
Lincolnshire – hrabstwo administracyjne (niemetropolitalne), ceremonialne i historyczne  we wschodniej Anglii, w regionie East Midlands (hrabstwo ceremonialne częściowo na terenie Yorkshire and the Humber), położone nad Morzem Północnym, pomiędzy zatoką The Wash na południu oraz estuarium Humber na północy.
Hrabstwo administracyjne zajmuje powierzchnię  5937 km², a zamieszkane jest przez 743 413 osób (2016). Hrabstwo ceremonialne, obejmujące dodatkowo jednostki administracyjne unitary authority North Lincolnshire i North East Lincolnshire, liczy 6975 km² powierzchni i 1 073 343 mieszkańców (2016). Jest to jedno z największych hrabstw Anglii (drugie wśród hrabstw ceremonialnych, czwarte wśród administracyjnych). Gęstość zaludnienia hrabstwa jest stosunkowo niewielka i wynosi 120,5 os./km² w przypadku hrabstwa administracyjnego i 149,5 os./km² – ceremonialnego. Największym miastem, a zarazem jedynym posiadającym status city jest Lincoln, który pełni funkcję stolicy hrabstwa administracyjnego. Innymi większymi miastami na terenie hrabstwa są Grimsby, Scunthorpe, Grantham, Boston, Cleethorpes oraz Spalding.
Południowa część hrabstwa zajęta jest przez równinną nizinę zwaną The Fens, na wschodzie zaś znajdują się wzgórza Lincolnshire Wolds uznane za obszar o wybitnym pięknie naturalnym (Area of Outstanding Natural Beauty). Lincolnshire ma w przeważającej części charakter wiejski, a podstawę jego gospodarki stanowi rolnictwo. Na wybrzeżu, gdzie znajdują się liczne miejscowości wypoczynkowe (m.in. Cleethorpes, Mablethorpe i Skegness), istotną rolę odgrywa turystyka.
Na północy Lincolnshire graniczy z hrabstwem East Riding of Yorkshire, na północnym zachodzie z South Yorkshire, na zachodzie z Nottinghamshire oraz Leicestershire, na południowym zachodzie z Rutland oraz Northamptonshire, na południu z Cambridgeshire, a na południowym wschodzie z Norfolkiem.

## Podział administracyjny
W skład hrabstwa wchodzi siedem dystryktów. Jako hrabstwo ceremonialne Lincolnshire obejmuje dodatkowo dwie jednostki administracyjne typu unitary authority.
1. Lincoln
2. North Kesteven
3. South Kesteven
4. South Holland
5. Boston
6. East Lindsey
7. West Lindsey
8. North Lincolnshire (unitary authority)
9. North East Lincolnshire (unitary authority)